# La Java bleue

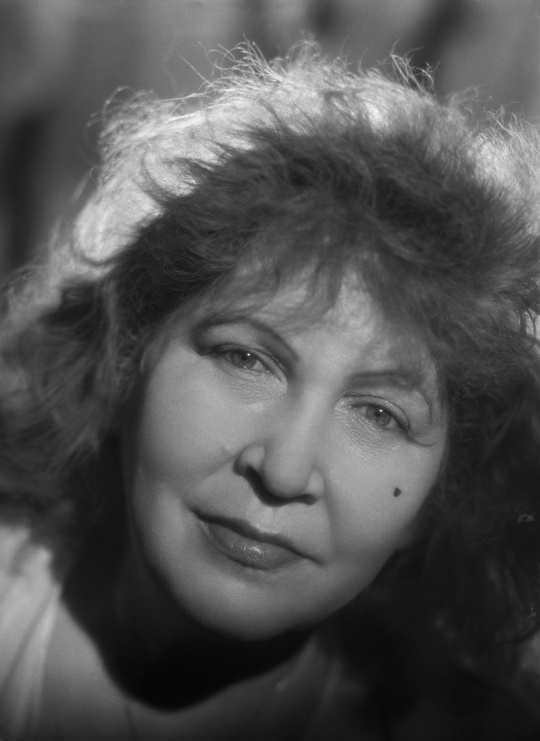
Retrato de Fréhel por Studio Harcourt en 1941.

«La Java bleue» es una canción francesa de 1939 con letra de Géo Koger y Noël Renard, y música de Vincent Scotto. Fue popularizada por Fréhel.

## Otros intérpretes
- Germaine Montero
- Marcel Mouloudji
- Aimable
- Régine
- Patrick Bruel